# Кук Фуллер, Элис
Элис Эмма Кук Фуллер (англ. Alice Emma Cook Fuller; 30 октября 1873, Спенсер, Айова — 30 сентября 1956, Беркли, Калифорния) — американская писательница и педагог.

## Ранний период жизни
Элис Эмма Кук родилась в Спенсере, штат Айова, и выросла в Дедвуде, Южная Дакота, была дочерью Томаса Г. Кука и Сары Дж. Лав Кук.

## Карьера
Фуллер была педагогом и писательницей из Колорадо. Она начала преподавать, когда была подростком, и уже во взрослом возрасте была избрана управляющей школ в округе Лаример с 1923 по 1931 год. Кроме этого Фуллер являлась президентом Клуба писателей Форт-Коллинза. Позднее Элис переехала в Беркли, штат Калифорния, и написала роман для детей «Золото для Грэмов» (1946), основанный на её собственном детстве в Южной Дакоте.